# 1957年全仏選手権 (テニス)
1957年 全仏選手権（1957ねんぜんふつせんしゅけん、Internationaux de France de Roland-Garros 1957）に関する記事。フランス・パリにある「スタッド・ローラン・ギャロス」にて開催。

## 大会の流れ
- 男子シングルスは「79名」の選手による7回戦制で行われ、シード選手は16名であった。15名の選手を絞り落とすため、1回戦として15試合を実施し、他の49名は2回戦から出場した。
- 男子のシード選手は16名であったが、第6・第11・第12シードの3名は1回戦から出場した。他のシード選手が初戦敗退の場合は「2回戦＝初戦」と表記する。
- 女子シングルスは「64名」の選手による6回戦制で行われ、16名のシード選手を含むすべての選手が1回戦から出場した。

## シード選手

### 男子シングルス
1. ルー・ホード　（3回戦）
2. アシュレー・クーパー　（ベスト4）
3. スベン・デビッドソン　（初優勝）
4. ジュゼッペ・メルロ　（4回戦）
5. メルビン・ローズ　（ベスト4）
6. ニコラ・ピエトランジェリ　（1回戦）
7. バッジ・パティー　（4回戦）
8. ハーバート・フラム　（準優勝）
9. ピエール・ダーモン　（2回戦＝初戦）
10. ニール・フレーザー　（ベスト8）
11. ジャック・ブリシャン　（ベスト8）
12. ヤロスラフ・ドロブニー　（2回戦）
13. ロベール・ハイレット　（ベスト8、不戦敗）
14. ポール・レミー　（4回戦）
15. マイク・デービース　（3回戦）
16. ルイス・アヤラ　（3回戦）

### 女子シングルス
1. シャーリー・ブルーマー （初優勝）
2. ドロシー・ヘッド・ノード （準優勝）
3. クリスティアーヌ・メルセリス （ベスト8）
4. エダ・ブディング （3回戦）
5. ダーリーン・ハード （ベスト8）
6. メアリー・ベヴィス・ホートン （3回戦）
7. シルバナ・ラザリーノ （2回戦）
8. アナリサ・ベラーニ （3回戦）
9. ジュジャ・ケルメツィ （ベスト8）
10. ヘザー・ブリュワー （ベスト8）
11. ジャクリーヌ・ケルミナ （2回戦）
12. ジネット・ブケイユ （2回戦）
13. ベラ・プツェヨワ （ベスト4）
14. エリカ・ヴォルマー （3回戦）
15. ピラー・バリル （3回戦）
16. ヨラ・ラミレス （3回戦）

## 大会経過

### 男子シングルス
準々決勝
- ハーバート・フラム vs.  フィリップ・ワッシャー　5-7, 6-4, 6-3, 4-6, 6-4
- メルビン・ローズ vs.  ロベール・ハイレット　不戦勝
- スベン・デビッドソン vs.  ジャック・ブリシャン　6-2, 6-2, 4-6, 6-2
- アシュレー・クーパー vs.  ニール・フレーザー　0-6, 8-6, 7-5, 4-6, 6-3

準決勝
- ハーバート・フラム vs.  メルビン・ローズ　4-6, 6-4, 4-6, 6-2, 7-5
- スベン・デビッドソン vs.  アシュレー・クーパー　6-4, 2-6, 2-6, 6-2, 6-3

### 女子シングルス
準々決勝
- シャーリー・ブルーマー vs.  ジュジャ・ケルメツィ　6-1, 6-1
- ベラ・プツェヨワ vs.  ダーリーン・ハード　6-3, 5-7, 8-6
- アン・ヘイドン vs.  クリスティアーヌ・メルセリス　6-2, 6-1
- ドロシー・ヘッド・ノード vs.  ヘザー・ブリュワー　6-1, 9-7

準決勝
- シャーリー・ブルーマー vs.  ベラ・プツェヨワ　6-4, 2-6, 6-4
- ドロシー・ヘッド・ノード vs.  アン・ヘイドン　6-4, 10-8

## 決勝戦の結果
- 男子シングルス： スベン・デビッドソン vs.  ハーバート・フラム　6-3, 6-4, 6-4
- 女子シングルス： シャーリー・ブルーマー vs.  ドロシー・ヘッド・ノード　6-1, 6-3
- 男子ダブルス： アシュレー・クーパー＆ マルコム・アンダーソン vs.  ドン・キャンディ＆ メルビン・ローズ　6-3, 6-0, 6-3
- 女子ダブルス： シャーリー・ブルーマー＆ ダーリーン・ハード vs.  ヨラ・ラミレス＆ ロージー・レイズ　7-5, 4-6, 7-5
- 混合ダブルス： イリ・ヤホルスキ＆ ベラ・プツェヨワ vs.  ルイス・アヤラ＆ エダ・ブディング　6-3, 6-4